# Alfred Heinrich Pellegrini

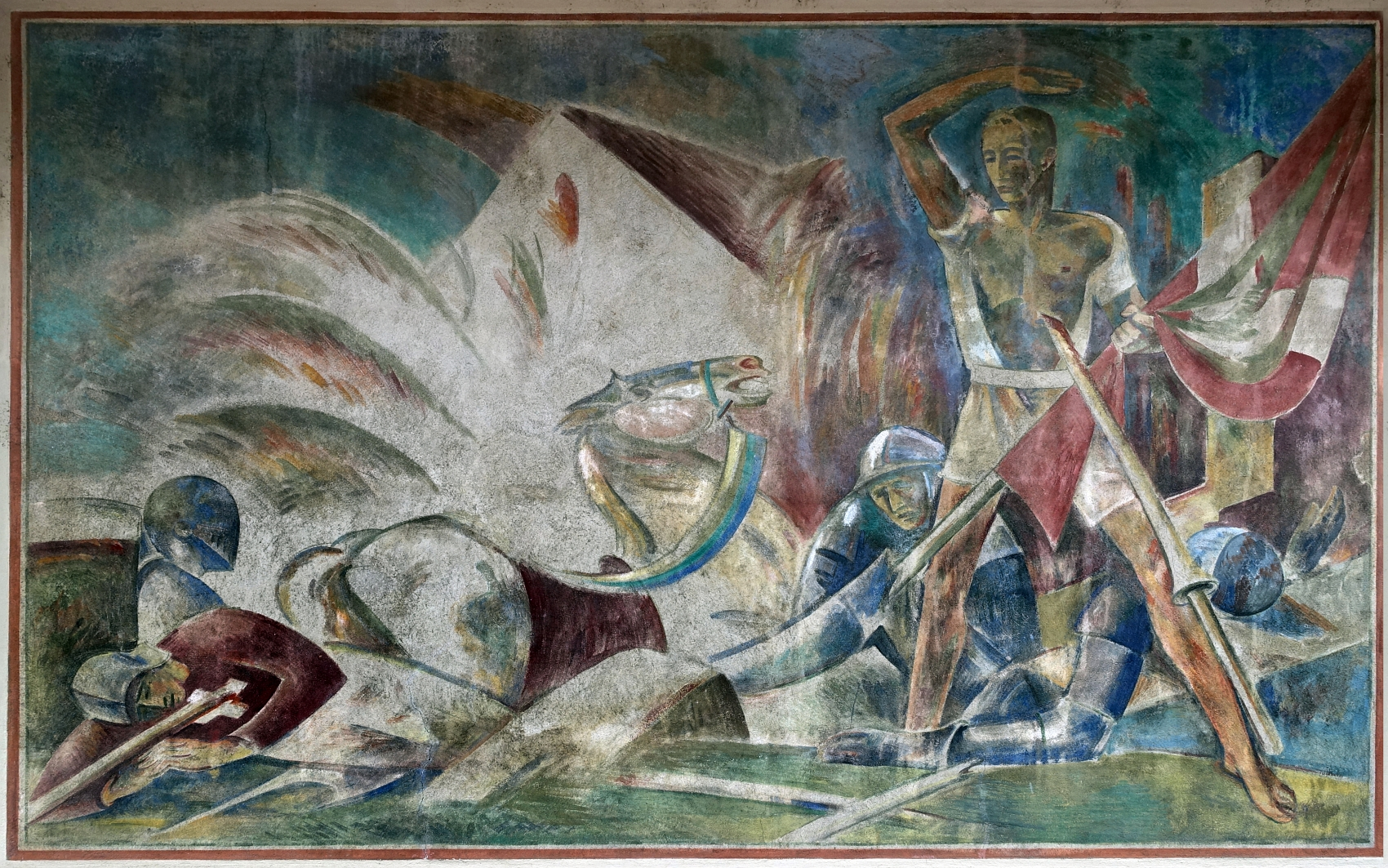
Wandbild, 1917, Steinwurf des Arnold Schick, Schlacht bei St. Jakob an der Birs

Alfred Heinrich Pellegrini (* 10. Januar 1881 in Basel; † 5. August 1958 ebenda) war ein Schweizer Maler, Zeichner und Grafiker. Er gehörte neben Heinrich Altherr, Paul Bodmer und Walter Clénin zu den meistbeschäftigten Wandmalern der Schweiz in der ersten Hälfte des 20. Jahrhunderts.

## Leben
Alfred Heinrich Pellegrini, von allen Pelle genannt, wurde als Sohn des gebürtigen Tessiners und Steinbildhauers aus Stabio Isodoro Pellegrini (1841–1887) und Apollonia Schlueb (1837–1907) in Basel geboren. Nach der Realschule lernte er an die Basler Gewerbeschule bei Fritz Schider und Albrecht Wagen. Zudem arbeitete er im von seinem älteren Bruder Isidor Raphael Pellegrini geleiteten väterlichen Bildhauergeschäft. Nach dreijähriger Lehrzeit verliess Pellegrini die Basler Kunstgewerbeschule, um sich in München weiter zu bilden. Am 4. November 1899 trat er nach bestandener Aufnahmeprüfung als Schüler von Gabriel von Hackl in die Akademie der Bildenden Künste ein. Bei Gabriel von Hackl lernte er das Portraitzeichnen, wobei auf eine naturalistische Darstellung besonders geachtet wurde. Während dieser drei Semester entstanden 50 Werke, fast ausschliesslich Zeichnungen, davon 42 Aktdarstellungen. In München entstand auch das erste bekannte und im Œuvre-Katalog des Künstlers verzeichnete Selbstporträt.
Im Sommer 1901 kehrte Pellegrini in die Schweiz zurück. Nachdem er wegen seiner schmächtigen Konstitution vom Militärdienst befreit wurde, verbrachte er die folgenden Jahre in der Innerschweizer Bergwelt. In Uri entdeckte er das Maderanertal mit dem Chästelenbach und später die Bergwelt von Samedan in Graubünden. Auch die Seenlandschaft des Tessin und die Landschaft am Thunersee inspirierten Pellegrini zu vielen weiteren Werken.

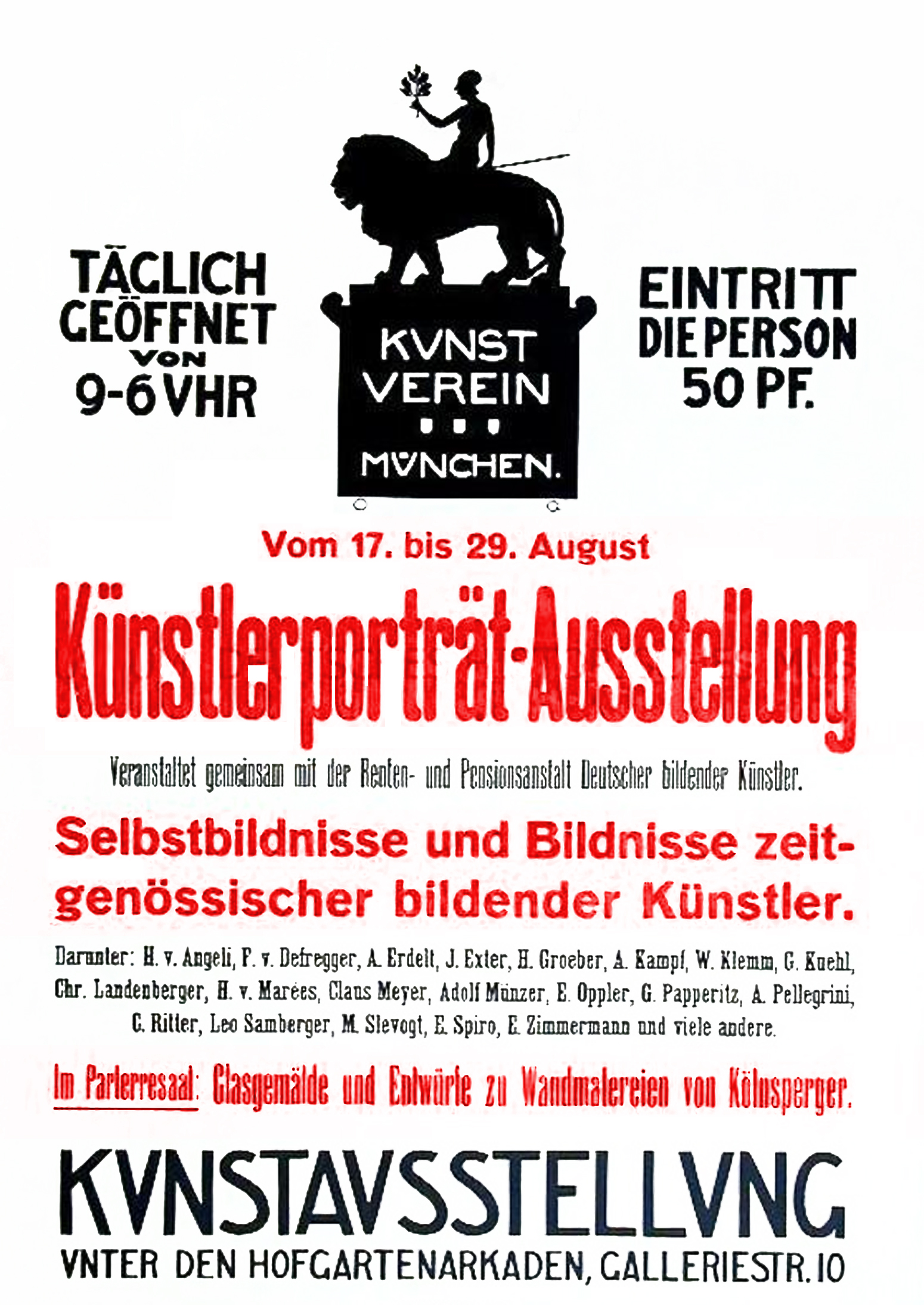
Plakat, 1910

Ab April 1902 lebte Pellegrini in Genf und liess sich dort bei der graphischen Anstalt «Atar» anstellen. Dort lernte er Fotografien zu retuschieren, exakte Industriezeichnungen anzufertigen und das Lithographieren. Es entstanden erste Werbeplakate – besonders erwähnenswert sind diejenigen mit Sportmotiven –, aber auch Plakate und Drucke sozialkritischen Inhalts, die stilistisch den Druckgrafiken Félix Vallottons nahestehen. Von seiner anschliessenden Tätigkeit als Illustrator zeugt der 1903 entstandene Probedruck für das erste Fussballplakat der Schweiz. In seiner Freizeit arbeitete er an seinen eigenen Werken weiter. In Genf lernte er seine Mäzene, den Anwalt und Politiker Guillaume Fatio und den Chemiker Adolf Saager kennen. Dieser machte Pellegrini mit dem Verlegersohn Robert Lutz bekannt, dem er 1906 nach Stuttgart folgte. Ferdinand Hodler bestärkte Pellegrini in seinem Entschluss, das Studium dort fortzusetzen.
In Stuttgart konnte Pellgrini 1907 in das Atelier von Louis Moilliet übernehmen. Von 1906 bis 1908 arbeitete er zunächst als Illustrator und Gebrauchsgrafiker. 1906 wurde er Mitglied der Münchner Secession. In den Jahren 1908–1912 nahm er Unterricht bei Adolf Hölzel an der Staatlichen Akademie der Bildenden Künste in Stuttgart. Mit dem Eintritt in Hölzels Klasse änderte sich Pellegrinis Mal- und Zeichenstil grundlegend.
Ab 1913 stellte Pellegrini vermehrt Figuren aus der griechischen und römischen Mythologie dar. Die schwebenden Darstellungen dieser Götterfiguren schufen zunächst ein rein motivischer Anknüpfungspunkt zur Stuttgarter Freundesgruppe, die sich um Otto Meyer-Amden scharte. Neben Pellegrini gehörten Oskar Schlemmer, Willi Baumeister und sein Freund Hans Brühlmann der Gruppe an. Durch von Brühlmann gemalte Figuren, die in ihrer Gebärdensprache Gemütsregungen wie Abwehr, Ergebenheit, Staunen und oft Kummer und Trauer ausdrücken, liess sich Pellegrini inspirieren. Mit Brühlmann verband Pellegrini bis zu dessen frühen Tod 1911 eine tiefe Freundschaft.
Von Hölzel und den drei Mitgliedern aus der Künstlergruppe empfing Pellegrini sowohl stilistisch als auch motivisch die stärksten Anregungen. Während Pellegrini bei seiner Darstellung der Götterfiguren ihre allegorische Bedeutung darstellte, wählten die anderen drei eine nahezu abstrakte, reduzierende Symbolsprache. Ohne die nötigen Kenntnisse der antiken griechisch-römischen Göttermythologie sind Pellegrinis Werke schwer verständlich. So wurden viele seiner eingereichten Wettbewerbsarbeiten nicht verstanden und abgelehnt.
Pellegrini war der meistbeschäftigte und erfolgreichste Wandmaler der Hölzel-Schüler. Während seines Aufenthalts in Stuttgart und später in München wurden ihm zwischen 1903 und 1913 zwölf Aufträge – in Stuttgart, Württemberg und ausserhalb des Landes – zur Ausführung übertragen. Keines seiner Werke in Deutschland hat die Zeit überdauert. Von 1914 bis 1917 hielt sich Pellegrini wiederum in München auf und wurde Mitglied der Neuen Künstlervereinigung München. 1913 wurde er von der Kunstschule in Essen und 1926 von der Kunstschule in Köln für eine Lehrtätigkeit im Fach monumentale Malerei angefragt, die er jedoch ablehnte.
1917 kehrte er nach Basel zurück. Als freischaffender Künstler gelang ihm der Durchbruch mit den zwei Wandgemälden an der Fassade der St. Jakobs-Kirche. Pellegrini entwarf Plakate, wie das 1919 entstandene Plakat Warum sind wir arm geboren? Weitere waren das 1920 in Basel gedruckte Plakat zur Abstimmung des Frauenstimmrechts Eure Schwester, gebt ihr Recht, nicht nur Pflicht oder die Affiche Schon wieder Nacht, die 1924 für den Achtstundentag warb, oder das Plakat für die Ausstellung in der Kunsthalle Basel von 1937. Pellegrini war vom Sport fasziniert, so schuf er auch zahlreiche Werke für verschiedene Sportarten; unter anderem auch Zeichnungen von der Fussballweltmeisterschaft 1954.

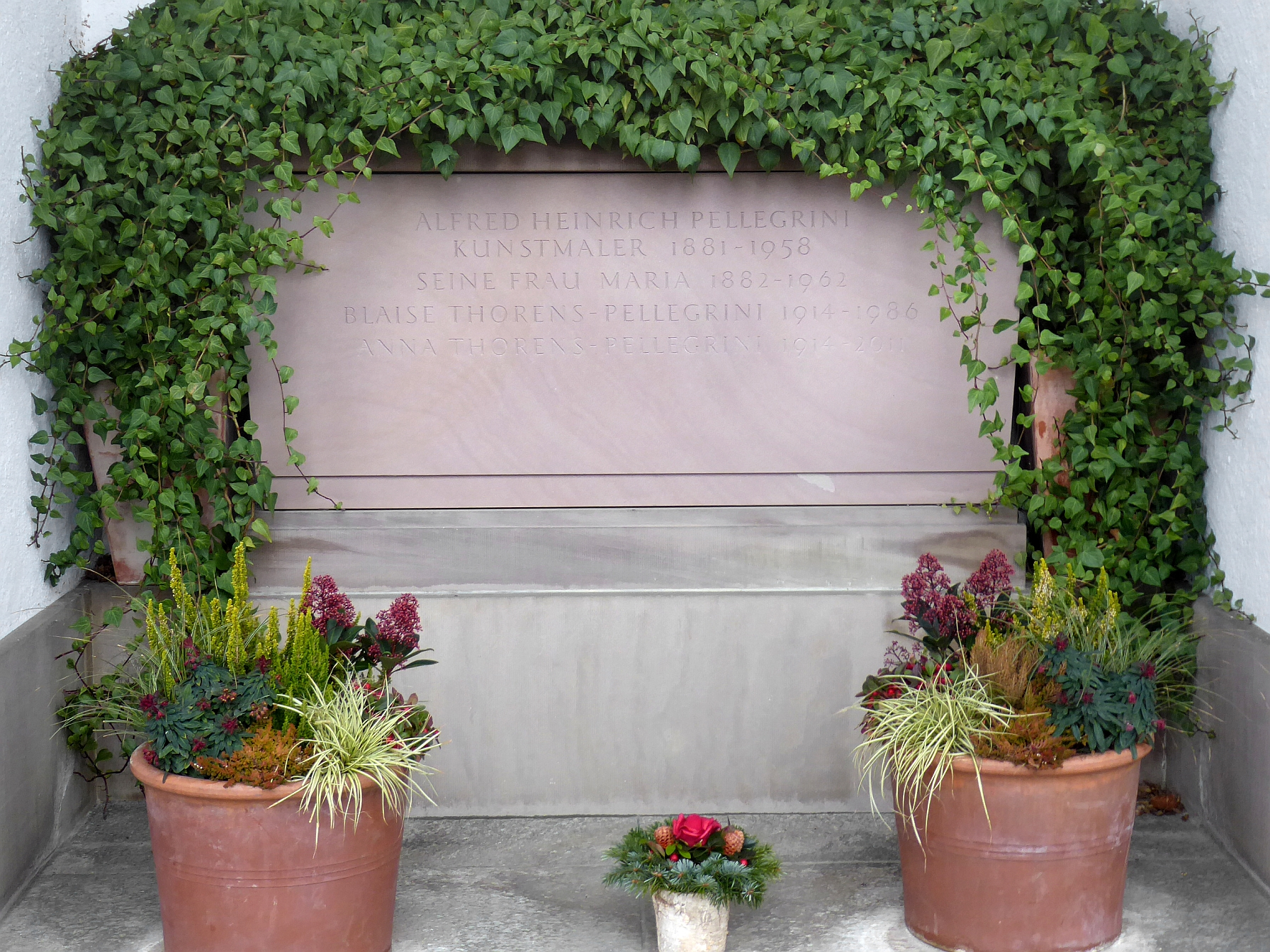
Familiengrab, Friedhof am Hörnli

Nebst zahlreichen Ausstellungen im Aus- und Inland nahm Pellegrini 1932 an der Biennale in Venedig teil. Er setzte sich auf verschiedenen Ebenen für die moderne Kunst ein, verfasste Kunstkritiken und regte unter anderem die 1919 erfolgte Gründung des Kunstkredits Basel-Stadt an. 1923 vermittelte und organisierte er für die Kunsthalle Basel die erste Ausstellung von Werken Ernst Ludwig Kirchners in der Schweiz. Das Wandbild Merkur verbindet Urproduktion und Verkehr, 500 cm × 1200 cm, von 1921 bis 1923 entstanden, war ursprünglich an der Fassade der ehemaligen Börse am Basler Fischmarkt zu sehen. 1939 wurde das Gebäude abgebrochen. Die Bildteile, Erntearbeiterinnen und Bergleute, sind heute im Durchgang des «Spiegelhofs» zu sehen. 1945 äusserte sich Pellegrini zum Thema der Illustration. 1948 schuf Pellegrini das Wandbild im Vorraum der Hörsäle in Universitätsspital Basel.
Fast 30 Jahre lang war er Mitglied der Kunstkommission der Öffentlichen Kunstsammlung. 1949 wurde ihm der Kunstpreis der Stadt Basel verliehen. In einem Radiointerview sprach Pellegrini am 3. April 1937 über sein Leben.
Pellegrini heiratete 1904 die Baslerin Maria Kneubühler (1882–1962). Zusammen hatten sie eine Tochter, Anna Pellegrini (1914–2011). Sein Enkel ist der Galerist und Mäzen Daniel Blaise Thorens. Das Familiengrab befindet sich in Sektor 5 auf dem Friedhof am Hörnli.

## Werk
Pellegrini wurde beeinflusst von Ferdinand Hodler, Paul Gauguin, Edvard Munch, Adolf Hölzel, Hans Brühlmann, und Otto Meyer-Amden. Zu seinen Werken gehören Tafelgemälde und Fresken, ferner Porträts, Landschafts- und Figurenbilder. Durch seine Bekanntschaft mit dem Architekten Theodor Fischer wurden ihm Aufträge für Wandbilder erteilt, so 1909 ein Wandbild für die Kirche in Kirchheim unter Teck. Nach im Zuge eines Wettbewerbs entstandenen Entwürfen malte Pellegrini für die St. Jakobs-Kirche das 1917 fertiggestellte Fresko, das den Steinwurf des Arnold Schick in der Schlacht von 1444 zeigt. Pellegrini gestaltete innerhalb seiner «grossen Periode der dekorativen Wandmalerei, innerhalb der auf Hodler folgenden Generation» unter anderem 1922 ein Wandbild an der Basler Börse und 1941 das grosse Wandbild Apoll und die Musen an der Vorderfront des Stadtcasinos Basel. Wegen seiner freizügigen Darstellungen wurde das Bild kurz nach der Einweihung von Unbekannten mit Farbe beschmiert. Im Zuge des 2007 gescheiterten Casinoneubaus wäre es beinahe vom Barfüsserplatz verschwunden.
Pelegrinis Werke sind in mehreren Museen vertreten: Kunstmuseum Basel, Kunstmuseum Bern, Kunsthaus Aarau, Bündner Kunstmuseum, Kunstmuseum Luzern, Kunsthaus Zürich, Staatsgalerie Stuttgart, Kunsthalle Mannheim und Städelsches Kunstinstitut (Frankfurt am Main) sowie Galerie Daniel Blaise Thorens.

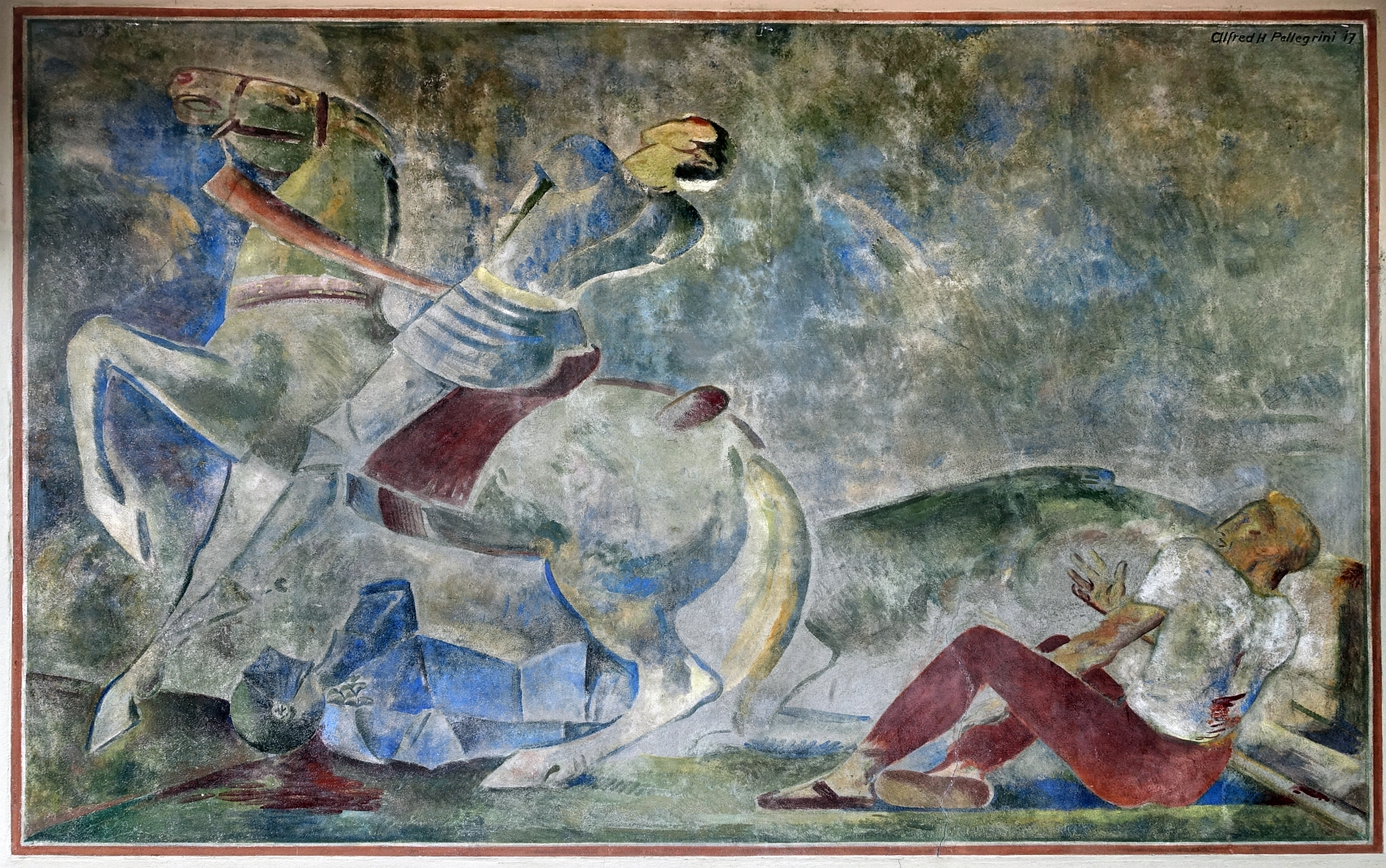
1917, Wandbild Schlacht bei St. Jakob an der Birs
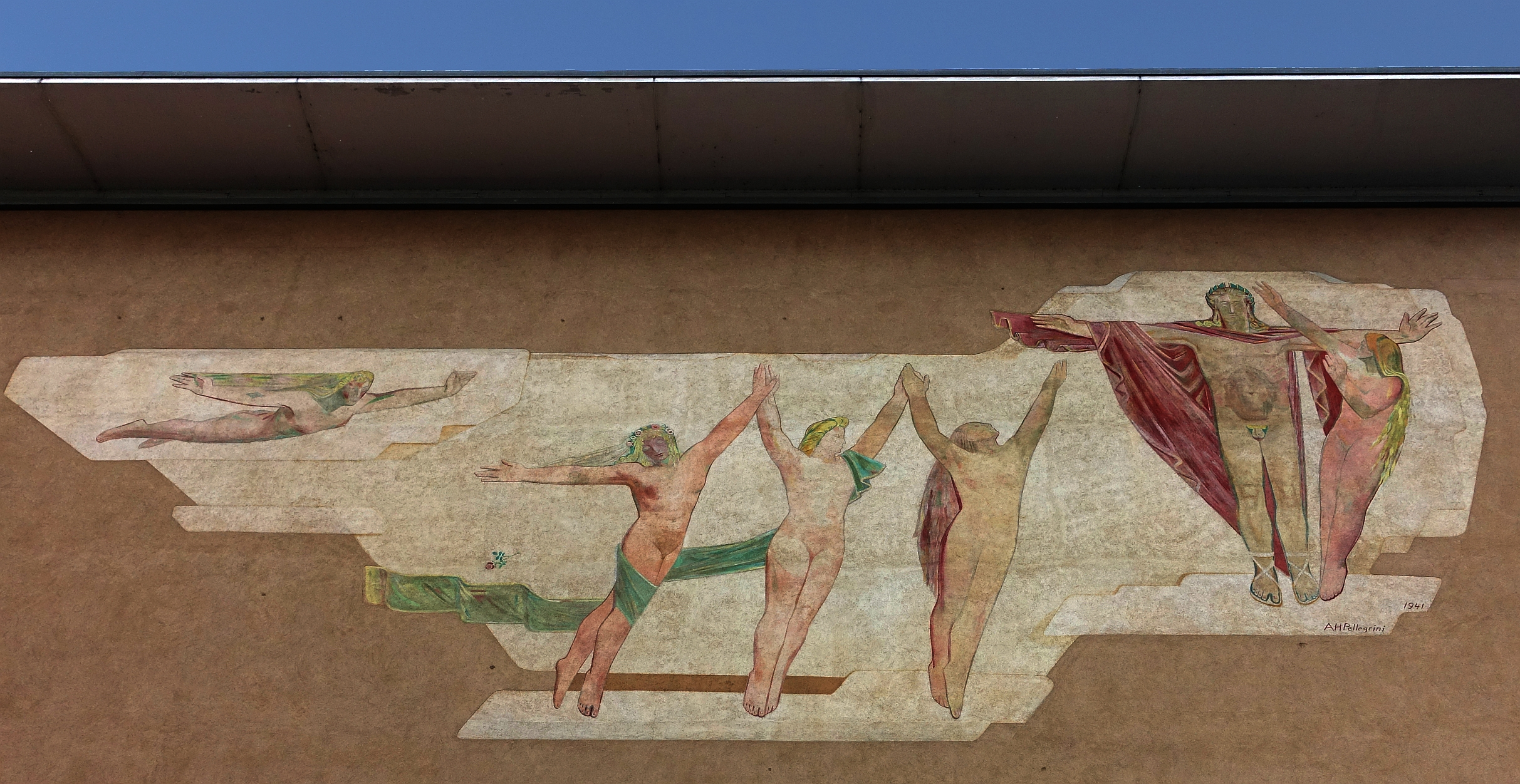
1940/1941 Wandbild, Stadtcasino Basel
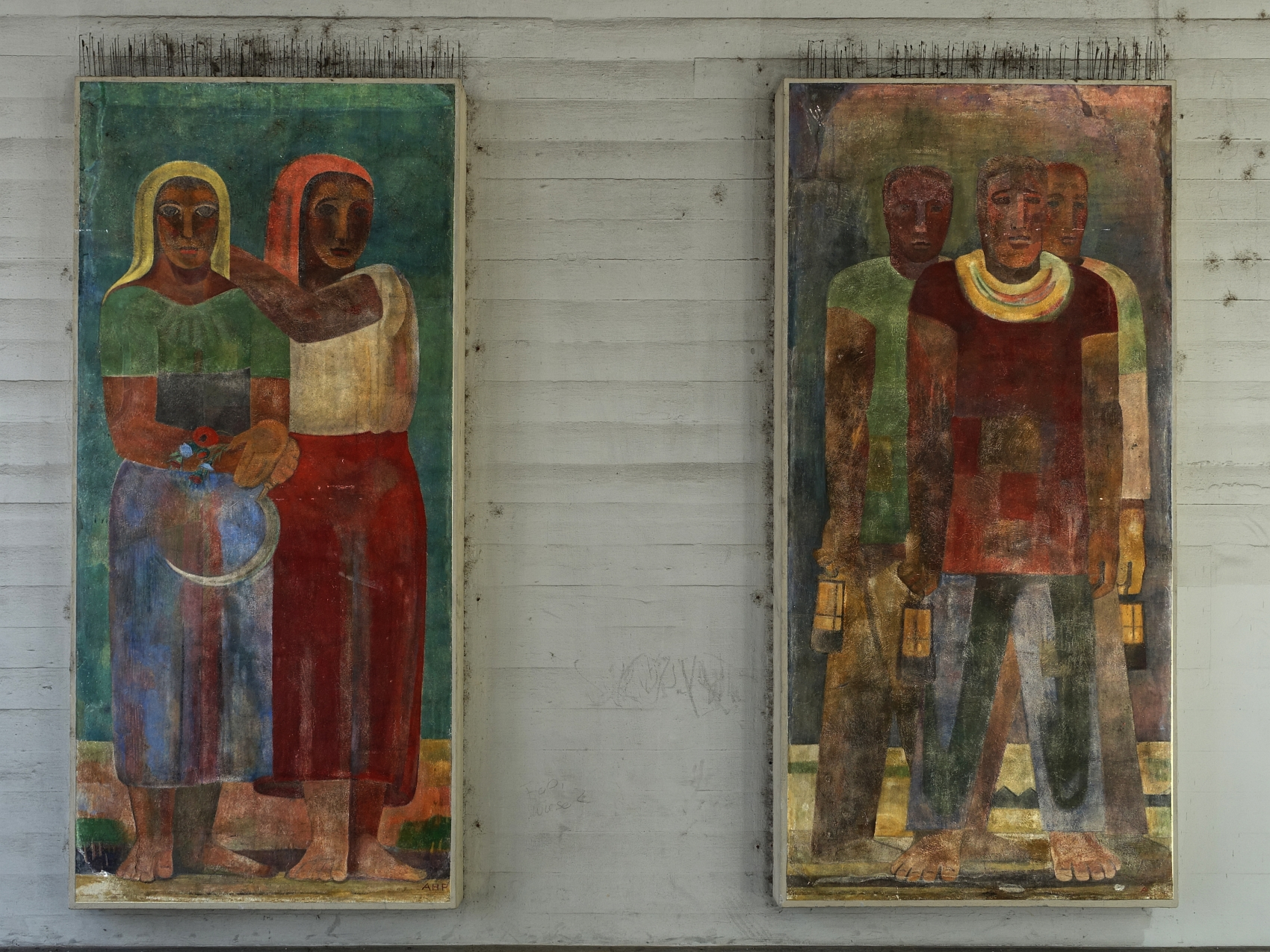
1922, Wandbild, Spiegelhof, Basel
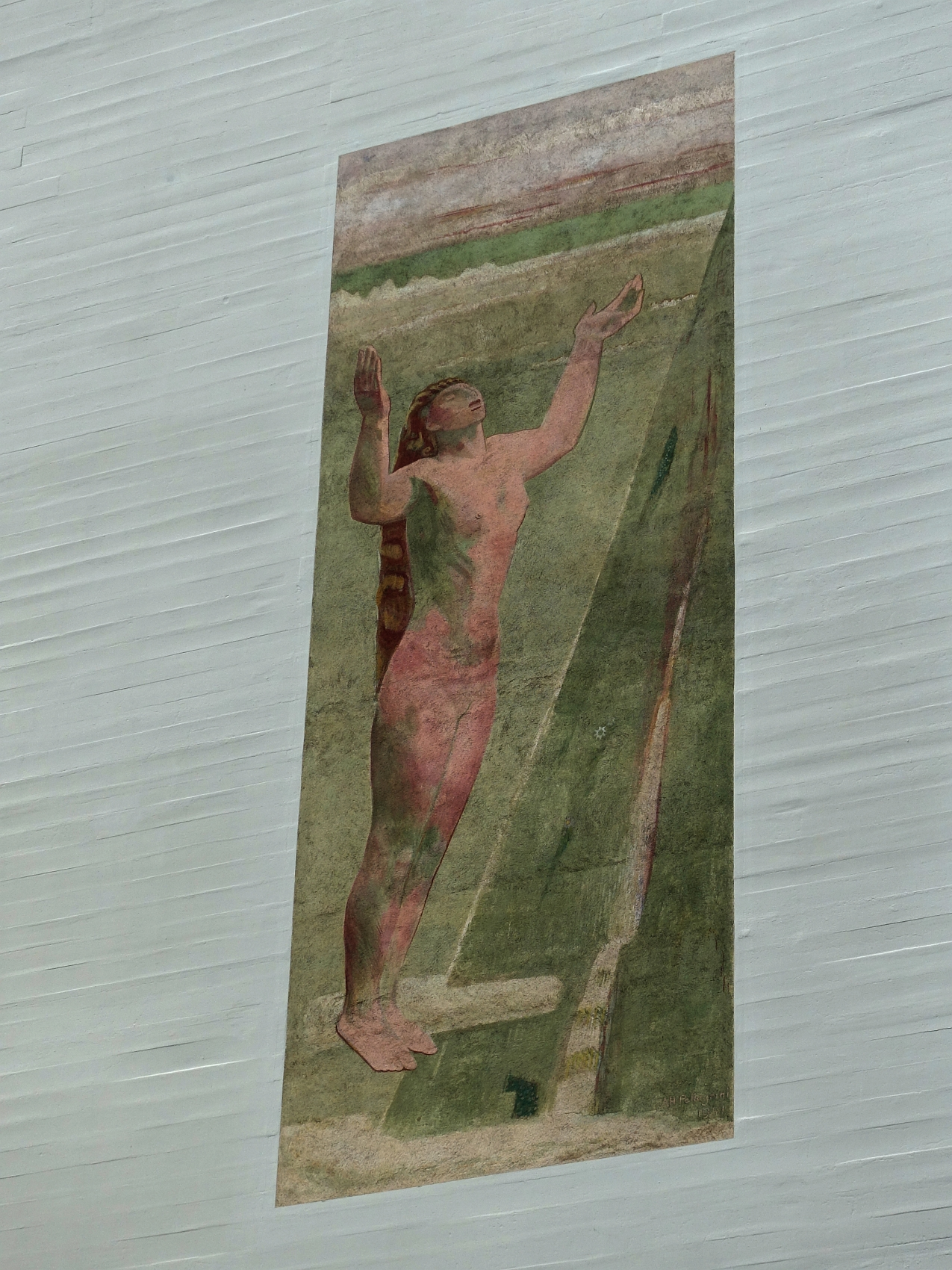
1941, Wandbild, Ecke Kellergässlein-Parkhaus Storchen, Basel